# Body Talk
Body Talk je enajsti studijski album ameriškega džezovskega kitarista Georgea Bensona, ki je izšel leta 1973 pri založbi CTI Records.

## Kritični sprejem
Recenzor portala AllMusic, Richard S. Ginell, je o albumu zapisal, da se Pee Wee Ellis na treh skladbah izkaže kot aranžer big banda ter da ni nobeno presenečenje, da se zna Benson prilagajati različnim "groovom", čeprav včasih ritem sekcija, ki jo sestavljajo Ron Carter, Jack DeJohnette, Harold Mabern in Mobutu, "pošlje mešana sporočila".
Recenzor portala All About Jazz, Dan Bilawsky, pa je zapisal, da so se številni Bensonovi projekti pri CTI Records opirali na aranžmaje Dona Sebeskyja, za ta album pa je Benson potreboval bolj "funky" zvok, ki ga je dosegel z aranžerjem Pee Wee Ellisom. Na koncu je še dodal, da je včasih Body Talk spregledan zaradi predhodnih uspešnih Bensonovih albumov Beyond the Blue Horizon in White Rabbit, a, da zaradi unikatnih aranžmajev vseeno sodi med izstopajoče Bensonove albume.

## Seznam skladb
Vse pesmi je napisal in uglasbil George Benson, razen kjer je posebej napisano.
| Št. | Naslov                                                 | Dolžina |
| --- | ------------------------------------------------------ | ------- |
| 1.  | „Dance‟ (Benson, Pee Wee Ellis)                        | 10:31   |
| 2.  | „When Love Has Grown‟ (Donny Hathaway, Gene McDaniels) | 5:03    |
| 3.  | „Plum‟                                                 | 5:31    |
| 4.  | „Body Talk‟                                            | 8:20    |
| 5.  | „Top of the World‟                                     | 9:45    |

| Bonus | Bonus                              | Bonus   |
| Št.   | Naslov                             | Dolžina |
| ----- | ---------------------------------- | ------- |
| 6.    | „Body Talk‟ (alternativna verzija) | 9:21    |

## Zasedba
- George Benson – kitara
- Earl Klugh – kitara
- Harold Mabern – električni klavir
- Ron Carter – bas
- Gary King – električni bas
- Jack DeJohnette – bobni
- Mobutu – tolkala
- Gerald Chamberlain – trombon
- Dick Griffin – trombon
- Jon Faddis – trobenta
- John Gatchell – trobenta
- Waymon Reed – trobenta
- Frank Foster – tenor saksofon
- Pee Wee Ellis – aranžer, dirigent